# USS Maine (ACR-1)
O USS Maine  fez parte do programa de construção destinado a incrementar a importância dos Estados Unidos no mar. Construído inicialmente como cruzador couraçado, foi reclassificada no momento em que entrou ao serviço, em 1895, como encouraçado de segunda classe.
Na década de 1880, o Império do Brasil introduziu os Encouraçados Riachuelo e Aquidabã que representaram uma significativa vantagem no poderio militar da frota brasileira nas Américas e no Hemisfério Ocidental. Sobre o Riachuelo, Hilary A. Albert, chefe do "House Naval Affairs Committee", alertando o congresso americano em 1883 comentou: “Se todos esses nossos velhos navios fossem colocados em um arranjo de batalha no meio do oceano e confrontados com o Riachuelo é duvidoso que uma única embarcação portando a bandeira americana voltasse ao porto". O USS Maine foi lançado em 18 de novembro de 1889, três dias após o fim do Império Brasileiro derrubado pelo golpe de 15 de novembro de 1889 e que teve influência e apoio político-militar dos EUA na União Pan-Americana de 1890  e no Caso do Rio de Janeiro. Adquirindo a superioridade no continente americano, a partir de 1890 desencadeou-se nos Estados Unidos uma violenta campanha jornalística que lamentava a inferioridade da marinha nacional em relação à de outros países do continente europeu; assim, a Comissão de Assuntos Navais do Congresso ordenou a construção de um número limitado de novas unidades, entre as quais figuravam dois couraçados de alto mar, destinados a serem navios de guerra de primeira classe, capazes de enfrentar qualquer adversário à escala mundial, mas com performances mais modestas. Na verdade, a marinha dos Estados Unidos não pretendia desafiar qualquer potência europeia, desejando apenas poder operar com segurança na sua limitada esfera de influência. No entanto, as primeiras ações efetivas ocorreram contra a Espanha após essa "supostamente" ter sabotado o USS Maine. Após o fim da Guerra Hispano-Americana e aquisição de Porto Rico e Filipinas como territórios e Cuba como protetorado, os EUA consolidou sua hegemonia nos mares da América Central e do Pacífico. 
Os dois couraçados, Maine e Texas, foram projectados independentemente um do outro, seguindo critérios diferentes: o Texas devia ser o mais blindado e o que teria o armamento mais pesado, enquanto ao Maine estava reservada uma maior autonomia. No entanto, os dois navios (e especialmente o Maine) apresentavam grandes semelhanças com as unidades mais potentes da época no Hemisfério ocidental, como o Encouraçado Riachuelo, brasileiro, construído em Londres e terminado em 1883. 
Convidaram-se projectistas norte-americanos e estrangeiros a apresentar os seus planos. Para o Maine, escolheu-se o projecto do Bureau of Construction and Repair, e o concurso do Texas foi ganho por um inglês. A construção das duas unidades (e mais a do cruzador blindado Baltimore) foi autorizada pelo Congresso a 3 de Agosto de 1886. 
A quilha do Maine (originalmente classificado como cruzador couraçado) foi assentada a 17 de outubro de 1888 no Arsenal de Nova Iorque. O navio foi lançado à água a 18 de novembro de 1889, entrando em serviço a 17 de setembro de 1895. Tinha uma  cidadela couraçada central que compreendia as máquinas e o armamento principal, além dos paióis de munições e a respectiva maquinaria. As torres dos canhões, cada uma com duas peças de 254 mm (de 28,5 t de peso), eram accionadas hidraulicamente e ficavam na coberta principal.
Originalmente o couraçado devia ser do tipo composto mas, no momento da sua construção, usou-se aço niquelado, de 305 mm de espessura, endurecido superficialmente pelo processo Harvey. O novo material, que alcançou um grande êxito aquando da sua apresentação em 1891, foi classificado alguns anos depois como cromo-aço, produzido pela Krupp.  
A disposição das torres na diagonal foi inventada por Benedetto Brin. Depois da Batalha de Lissa, em 1866, que voltara a propor o esporão como arma ofensiva, tornou-se necessário que os navios de guerra pudessem concentrar o tiro pela proa, pelo que Brin projectou um certo número de unidades (entre as quais o Duilio/Dandolo e o Italia/Lepanto) nas quais todo o armamento principal podia apontar pela proa ou pela popa, bem como pelos costados, dado que as torres dos canhões estavam montadas muito por fora da linha de  coxia do navio ¬– na diagonal ¬, de modo a cada uma delas poder abrir fogo muito para lá da superestrutura central. Quando o Maine e o Texas ficaram prontos, este conceito já estava ultrapassado, mas estes navios conferiram  prestígio à Marinha norte-americana no Hemisfério ocidental.
O Maine deveria levar a bordo duas lanchas-torpedeiras de segunda classe de 15 t, mas como a única a ser construída não alcançou a velocidade prevista de 18 nós, o projecto foi arquivado.
A unidade, de 98,9 m de comprimento por 17,4 m de boca, tinha um calado de 6,9 m com o deslocamento standard (6 789 t). As dimensões eram limitadas pela escassa capacidade dos portos e  diques de carenagem norte-americanos da época.
A capacidade dos depósitos de combustível (900t) era muito reduzida para uma embarcação que, segundo o primeiro projecto, deveria ser um cruzador; assim, pensou-se em equipá-la com um aparelho vélico completo de três mastros, mas a ideia foi abandonada antes do lançamento à água.
Os dois propulsores do Maine foram as primeiras máquinas verticais de três cilindros de tripla expansão da Marinha norte-americana. 
O armamento do Maine compreendia quatro canhões de 254 mm em torres, seis de 152 mm em plataformas salientes, sete peças de 6 libras, oito de 1 libra, quatro metralhadoras do tipo Gatling e quatro tubos lança-torpedos. A unidade custou 4 677 789 dólares.

## Explosão doMaine
O inesperado afundamento do Maine foi um dos fatos que levou à eclosão da guerra hispano-norte-americana de 1898. O navio zarpou rumo ao  porto de Havana, a 28 de Janeiro, para proteger os interesses dos Estados Unidos em Cuba durante as lutas de independência da Espanha. A 15 de Fevereiro, durante um período de tensão entre os dois países, o couraçado explodiu no porto de Havana. O governo dos EUA alegou que se tratava de uma manobra de sabotagem da Espanha. Contudo, posteriormente descobriu-se que a causa da explosão tinha sido a combustão espontânea do carvão armazenado nos paióis junto ao santabárbara de proa. No princípio de 1912 conseguiu-se repor a flutuar os restos do navio, que foi rebocado para o mar alto e afundado. 
A tripulação do Maine era formada por 354 homens, 266 dos quais (2 oficiais e 264 marinheiros) encontraram a morte quando o navio explodiu às 21h 40 min do dia 15 de Fevereiro de 1898. A unidade foi recuperada no começo de 1912, rebocada para o mar alto e afundada nos estreitos da Flórida. No dia da Comemoração de 1915, o seu mastro  maior foi colocado, à guisa de monumento, no Cemitério Nacional de Arlington, na Virginia.